# Peter Thoss
Peter Thoss (* 15. Februar 1937 in Dresden; † 17. April 2020 in Bremen) war ein deutscher Rechts- und Kriminalwissenschaftler.

## Lebenslauf
Thoss besuchte, nach den Angaben in seiner Doktorarbeit, "acht Schulen in Sachsen, Bayern und Hessen an den wechselnden Wohnsitzen meiner Eltern". Von 1949 bis 1957 besuchte er das Gymnasium in Lauterbach, Hessen, wo er 1957 die Reifeprüfung ablegte.
Er studierte von 1957 bis 1962 Rechtswissenschaft an der Universität Frankfurt, an der er 1962 mit der zivilrechtshistorischen Dissertation Der Weg des subjektiven Rechts in die gliedgemeinschaftliche Bindung: Zum Verhältnis von Nationalsozialismus und Privatrecht bei Hans Peter und Helmut Coing promoviert wurde. Nach dem Gerichtsreferendariat in Hessen legte er 1967 das Assessorexamen ab. Anschließend war er Assistent bei Herbert Jäger an der Universität Gießen. 
Im Jahre 1972 wurde er an die neu gegründete Reformuniversität Bremen berufen. Seine Stellenbeschreibung lautete „Strafrecht und Kriminalpolitik“. Als erster der nach Bremen berufenen Kriminalwissenschaftler hatte er maßgeblichen Einfluss auf die interdisziplinäre Ausrichtung des Studiums in diesem Bereich, die auch durch die Besetzung weiterer Stellen mit sozialwissenschaftlich ausgewiesenen Kollegen (Rüdiger Lautmann, Johannes Feest, Karl F. Schumann, Lorenz Böllinger) unterstrichen wurde.
Sein besonderes Interesse galt der Lehre und einer sozialwissenschaftlich informierten praktischen Kriminalpolitik. Dabei konzentrierte er sich auf den Nachweis der Verzichtbarkeit von Bagatelltatbeständen wie Beförderungserschleichung, Ladendiebstahl und Sachbeschädigung. Von 1986 bis 2002 fungierte er im Nebenamt als Richter am Landgericht. Im Jahre 2002 wurde er in den Ruhestand versetzt, blieb dem juristischen Fachbereich jedoch noch viele Jahre in der Lehre verbunden.

## Publikationen
- Das subjektive Recht in der gesellschaftlichen Bindung. Zum Verhältnis von Nationalsozialismus und Privatrecht. Frankfurt 1968, 120 ff.
- mit Herbert Jäger: Kleingruppenarbeit in der Juristenausbildung. Bericht über den Kursus Strafrecht Allgemeiner Teil im Sommersemester 1971 in Gießen. Hamburg 1971.
- Wirtschaftskriminalität und Juristenausbildung. In: Zeitschrift für Rechtspolitik 7 (1974), 238–242.
- mit Johannes Feest, Rüdiger Lautmann: Einstufige Juristenausbildung im Bereich strafrechtlicher Sozialkontrolle. Hamburg 1976.
- mit Rüdiger Lautmann: Gewalt in der Gesellschaft und strafbare Gewalt. In: Kriminologisches Journal 1976.
- mit Manfred Bauer: Die Schuldunfähigkeit des Straftäters als interdisziplinäres Problem. In: Neue Juristische Wochenschrift, 1983, 305–310.[5]
- Makrokriminalität und der Ursprung des Strafrechts. In: Lorenz Böllinger, Rüdiger Lautmann (Hrsg.) Vom Guten, das noch stets das Böse schafft. Kriminalwissenschaftliche Essays zu Ehren von Herbert Jäger. Frankfurt 1993, 300–306.